# 다바 디에고
다바 디에고(일본어: 田場 ディエゴ, 1996년 5월 31일~)는 일본의 축구 선수이다.

## 구단 경력
그는 2019년 J3리그의 YSCC 요코하마에 입단했다. 2024년후 일본 풋볼 리그에 강등했다.